# Coleophora albicosta
The Testaceous White-back (Coleophora albicosta) là một loài bướm đêm thuộc họ Coleophoridae. Nó được tìm thấy ở hầu hết miền tây châu Âu.
Sải cánh dài khoảng 14 mm. Con trưởng thành bay từ tháng 6 đến tháng 7. They fly by day, but also sometimes come to light at night.
Ấu trùng ăn Ulex europaeus. 

## Hình ảnh

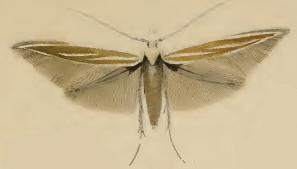
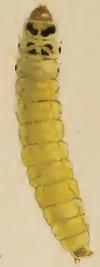
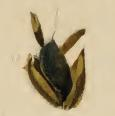